# San Mateo (escultura)
L'escultura urbana coneguda pel nom San Mateo, ubicada al carrer San Mateo, a la ciutat d'Oviedo, Principat d'Astúries, Espanya, és una de les més d'un centenar que adornen els carrers de l'esmentada ciutat espanyola.
El paisatge urbà d'aquesta ciutat, es veu adornat per obres escultòriques, generalment monuments commemoratius dedicats a personatges d'especial rellevància en un primer moment, i més purament artístiques des de finals del segle xx.
L'escultura, feta de ferro, és obra de Rafael Rodríguez Urrusti, i està datada 1996.
L'obra, donada per l'artista a la seva ciutat, ens presenta Sant Mateu, autor del primer Evangeli, i sant que presideix la festa principal d'Oviedo, que té el seu origen en el jubileu de la Santa Creu que va atorgar el papa Eugeni IV (1438), el qual va ser confirmat i millorat pels pontífexs Pius II, Sixt IV i Pius IV.